# Autódromo Internacional Potenza
O Autódromo Internacional Potenza ou simplesmente Autódromo Potenza é um autódromo localizado em Lima Duarte, no estado de Minas Gerais, no Brasil. Foi inaugurado em 2020, possuindo 3,2 km de extensão e 14 curvas.
A pista possui um formato de arena, de modo que os espectadores possam ver toda a pista. As obras para a construção do circuito iniciaram-se em 2018 e foram finalizadas em 2020. Um ano após sua abertura, recebeu uma etapa da Copa Truck e sedia eventos da Superbike Brasil com frequência.

## Traçado
A pista principal possui uma extensão total de 3,6 km e 14 curvas, misturadas entre técnicas e rápidas, sendo um autódromo planejado para motocicletas. Além disso, seu percurso é feito no sentido anti-horário, tendo subidas e descidas no trajeto, causando um desnível de altura de 30 metros. O circuito possui uma largura de 12 metros de largura em quase toda extensão, e 15 metros na reta principal.